# بيتر دام
بيتر دام (بالألمانية: Peter Damm)‏ هو أستاذ جامعي ألماني، ولد في 27 يوليو 1937 في ماينينغن في ألمانيا.

## وصلات خارجية
- بيتر دام على موقع ميوزك برينز (الإنجليزية)
- بيتر دام على موقع أول ميوزيك (الإنجليزية)
- بيتر دام على موقع ديسكوغز (الإنجليزية)